# Guido Alvarenga
Guido Virgilio Alvarenga Torales (sinh ngày 24 tháng 8 năm 1970 ở Asunción) là một cựu cầu thủ bóng đá Paraguay, anh có biệt danh là "El Mago" (nhà ảo thuật). Anh chơi ở vị trí tiền vệ tấn công.

## Thống kê sự nghiệp
| Đội tuyển Paraguay | Đội tuyển Paraguay | Đội tuyển Paraguay |
| Năm                | Trận               | Bàn                |
| ------------------ | ------------------ | ------------------ |
| 1995               | 1                  | 0                  |
| 1996               | 0                  | 0                  |
| 1997               | 0                  | 0                  |
| 1998               | 0                  | 0                  |
| 1999               | 5                  | 0                  |
| 2000               | 2                  | 0                  |
| 2001               | 8                  | 2                  |
| 2002               | 3                  | 0                  |
| 2003               | 5                  | 1                  |
| Tổng cộng          | 24                 | 3                  |